# Auckland Islands Marine Mammal Sanctuary
Das Auckland Islands Marine Mammal Sanctuary ist ein Schutzgebiet für Meeressäugetiere, das 1993 als zweites Schutzgebiet seiner Art in den Hoheitsgewässern von Neuseeland eingerichtet wurde. Es hat eine Größe von 560.564 ha und ist damit nur wenig größer als das fast deckungsgleiche Gebiet des Auckland Islands-Motu Maha Marine Reserve, das 2003 seiner Bestimmung übergeben wurde.

## Geographie
Das Auckland Islands Marine Mammal Sanctuary liegt zwischen 50' 16" und 51' 19" südlicher Breite und zwischen 165' 32" und 166' 39" östlicher Länge im südlichen Pazifischen Ozean, rund 460 km südlich von der Südinsel Neuseelands entfernt. Mit einem Radius von 12 Seemeilen und damit der territorialen Grenze entsprechend, umschließt es die Aucklandinseln und deckt dabei eine Seefläche von rund 560.564 ha ab. Das geschützte Seegebiet weist dabei Tiefen von bis zu 3000 m auf, mehrheitlich aber zwischen 50 und 200 m.

## Geschichte
Am 22. März 1993 wurde das Seegebiet um die Aucklandinseln zum Auckland Islands Marine Mammal Sanctuary erklärt. Zuständig für das Schutzgebiet wurde das 1987 gegründete Department of Conservation (DOC).
Geschützt werden sollten die neuseeländischen Seelöwen, von denen heute noch ein Bestand von 11.600 bis 15.200 Exemplaren vermutet wird, und die Südkaper (engl. Southern Right Whale), die der Familie der Glattwale zugeordnet werden und von denen heute wieder etwa 90 Tiere zum Bestand gezählt werden können. Die Wale waren es vor allem, die zur Einrichtung einer Schutzzone führten. Durch bedingungslose Jagd waren sie vom Aussterben bedroht. Da die Säugetiere über die Wintermonate ihre Nachkommen in den flachen Gewässern von Port Ross, einem größeren Fjord im Norden der Auckland Island, zur Welt bringen, die Gewässer um die Aucklandinseln reich an Nahrung sind und die Inseln wirtschaftlich gesehen von geringerem Interesse sind, lag die Einrichtung einer Schutzzone um die Aucklandinseln sehr nahe.
Im Jahr 2002 schloss das DOC mit allen Touristikunternehmen, die die Aucklandinseln in ihrem Besichtigungsprogramm hatten, ein Moratorium, das zwischen April und Oktober die Beeinträchtigungen durch Kreuzfahrtschiffen und Touristenbooten reduzieren sollte. Am 15. Dezember 2003 beschloss dann die neuseeländische Regierung das Gebiet auch noch unter dem Namen Auckland Islands-Motu Maha Marine Reserve als Meeresschutzgebiet auszuweisen.

## Vorteile der Schutzzone
- Der Hauptvorteil der Schutzzone besteht darin, dass das kommerzielle Fischen um die Inseln herum nicht mehr erlaubt ist.
- Durch das Verbot des Fischens werden alle anderen Spezies des Meeres ebenfalls geschützt.
- Über den Marine Mammal Protection Act 1978 wurde der störenden Einfluss von Touristen begrenzt.

Allerdings war der Vorteil der Schutzzone für die Seelöwen begrenzt, da ihr Futtergebiet bis zu 50 km von den Inseln entfernt liegen kann. Kommerzielles Fischen reduziert das Futterangebot für die Seelöwen.

## Heute
Der Zugang zu dem Meeresschutzgebiet und zu den Inseln ist heute stark reglementiert und lediglich Wissenschaftlern und unter Auflagen Kreuzfahrtschiffen erlaubt. Genehmigungen erteilt ausschließlich das Department of Conservation.